# NBC Mystery Movie
Der NBC Mystery Movie war ein von Universal-Television-Präsident Sidney Sheinberg entwickeltes TV-Format, bei der sich drei oder vier verschiedene Kriminalfilmserien im wöchentlichen Turnus auf demselben Sendeplatz abwechseln. Auf diesem bereits bewährten und als wheel series bekanntem Wege konnten den Fernsehzuschauern im Rahmen eines einheitlichen, übergeordneten Titels unterschiedliche Serien präsentiert werden. Die spielfilmlangen Episoden der einzelnen Serien wurden von den Universal Studios produziert und von 1971 bis 1977 vom US-TV-Sender NBC ausgestrahlt. Als erfolgreichste Serienformate der NBC Mystery Movie-Reihe entwickelten sich die auch im deutschsprachigen Raum bekannten Produktionen Columbo, Ein Sheriff in New York und Quincy, sowie die bisher nicht im deutschsprachigen Raum gesendete Serie McMillan & Wife.

## Produktionsgeschichte
Der Quotenerfolg des 1968 ausgestrahlten ersten Columbo-Films Mord nach Rezept veranlasste NBC, den Wunsch an Universal Television zu äußern, Columbo als Serie zu produzieren. Doch die Columbo-Erschaffer Richard Levinson, William Link und Columbo-Darsteller Peter Falk hielten es für unmöglich, eine wöchentliche Serie mit den im US-Fernsehen üblichen 22 Episoden pro Jahr für die von Herbst bis Frühjahr laufende TV-Seriensaison zu drehen und lehnten ab. Als damaliger Präsident der Universal Television versuchte Sidney Sheinberg fortan, das Autorenduo und Falk immer wieder von einer Serienproduktion zu überzeugen. Nachdem sämtliche Versuche seitens Sheinberg misslangen, ließ er ein neues TV-Format namens NBC Mystery Movies entwickeln. Bei diesem Format sollten sich drei verschiedene Krimiserien im wöchentlichen Turnus abwechseln. Pro Serie mussten so lediglich 7 oder 8 Episoden produziert werden, um die 22 Folgen für eine Seriensaison zu erreichen. Und Columbo sollte laut Sheinbergs Plan das Zugpferd dieses neuen, nach dem Rotationsprinzip laufenden sogenannten Wheel series-Formats neben den Serien Ein Sheriff in New York und McMillan & Wife sein.
Alljährlich im Februar/März trafen sich zu jener Zeit in New Yorker Hotels Verantwortliche der US-Fernsehsender und verantwortliche Fernsehproduzenten, die den Fernsehbossen ihre neuesten Drehbücher und Ideen präsentierten. Bei dieser Gelegenheit im The Sherry-Netherland-Hotel konnte Sheinberg im März 1971 sein in Zusammenarbeit mit Frank Price erarbeitetes NBC Mystery Movie-Konzept inklusive der drei neu zu produzierenden Serien Columbo, Ein Sheriff in New York und McMillan & Wife für die Mitte September 1971 beginnende Seriensaison an NBC verkaufen. Sheinbergs Deal in New York löste eine Kettenreaktion in Los Angeles aus. Hollywoods Produzenten mussten in kürzester Zeit für gleich drei neue Serien gute Drehbücher entwickeln, Crews zusammenstellen und die Dreharbeiten organisieren. Die Auswirkungen beschränkten sich hierbei nicht auf die produzierenden Universal Studios.

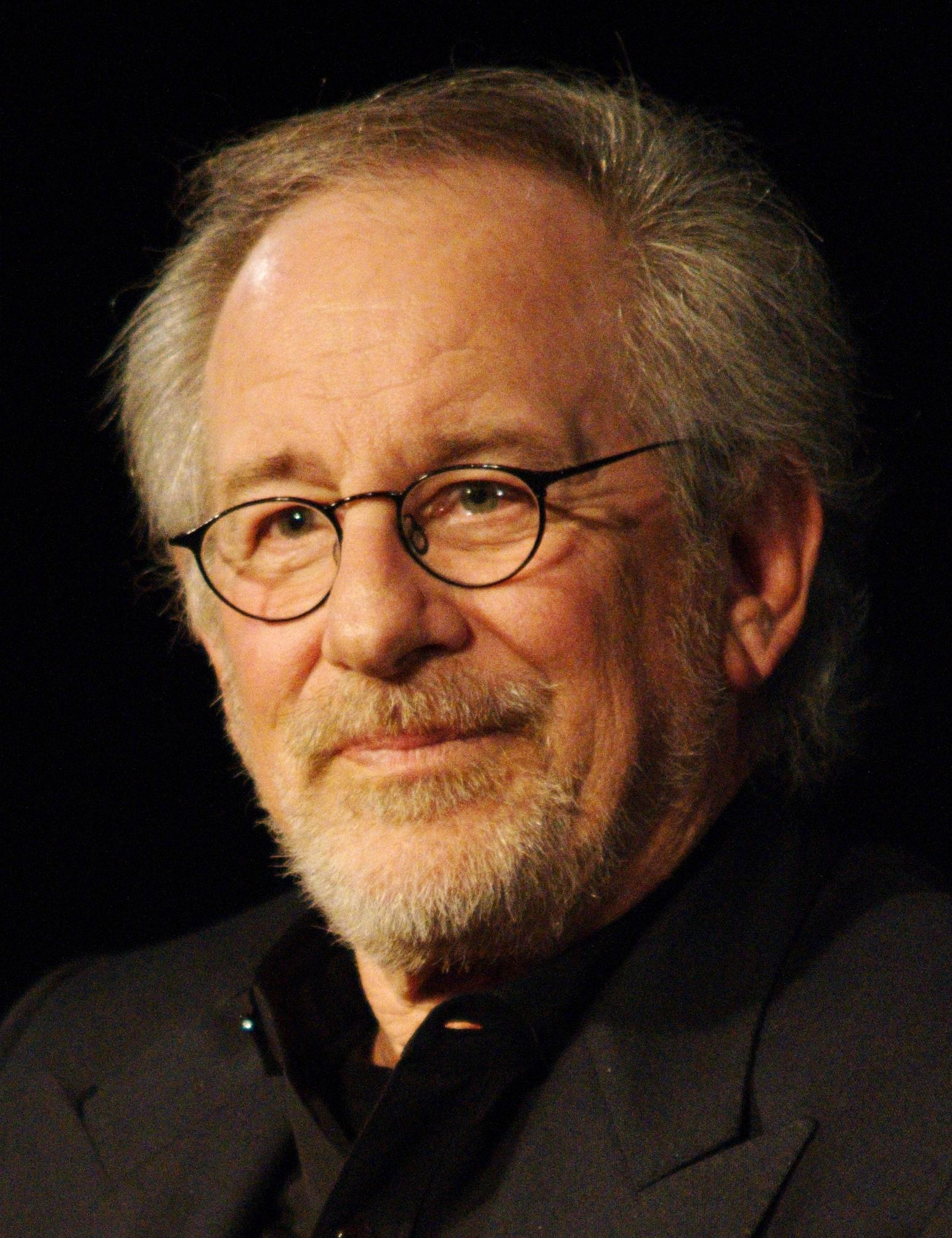
Steven Spielberg, Regisseur des ersten NBC Mystery Movie (Columbo-Episode Tödliche Trennung)

Um sicherzugehen, dass gleich die erste Columbo-Folge und damit der erste Fernsehfilm aus der neu erschaffenen NBC Mystery Movie-Reihe ein Publikums- und Kritikererfolg wird, stellte Sheinberg ein Filmteam der Superlative zusammen. Als Produzenten fungierten auf Initiative von Sheinberg die Columbo-Erschaffer William Link und Richard Levinson. Dem Duo stellte Sheinberg die beiden größten Talente Hollywoods zur Verfügung: Regie bei der ersten Columbo-Episode mit dem Titel Tödliche Trennung führte der erst 24-jährige aufstrebende Regisseur Steven Spielberg, der ebenso wie das 27-jährige Autorentalent Steven Bochco einen langjährigen Festvertrag bei den Universal Studios besaß. Als Kameramann wurde die oscarprämierte Hollywoodgröße Russell Metty engagiert, der die Premierenepisode wie einen Kinofilm äußerst anspruchsvoll fotografierte. Den markanten Ton und Musikscore inklusive der über die Anfangssequenz laufenden Schreibmaschinentastaturanschläge steuerte Billy Goldenberg bei, mit dem Spielberg kurz nach den Columbo-Dreharbeiten auch bei seinem TV-Spielfilmdebüt Duell zusammenarbeitete. 
Am 15. September 1971 hatte der NBC Mystery Movie seine Premiere mit der ersten Columbo-Episode Tödliche Trennung mit Jack Cassidy als infamem, kaltblütigem Doppelmörder. Die Serienpremiere war direkt der erhoffte Publikums- und Kritikererfolg mit entsprechend hohen Einschaltquoten. Der gemäß Sendekonzept alle drei Wochen ausgestrahlte Columbo war umgehend zum gewünschten Zugpferd der mittwochs im Hauptabendprogramm ausgestrahlten NBC Mystery Movie-Reihe geworden und sorgte damit auch für die anderen beiden Serien Ein Sheriff in New York  und McMillan & Wife für ansprechende Zuschauerzahlen. Zur Wiedererkennung für die Zuschauer, dass alle Serien zum übergeordneten Format NBC Mystery Movie gehören, wurden demzufolge alle beteiligten Serien mit denselben unverwechselbaren, stets in der Farbe Gelb und in formalen Großbuchstaben gehaltenen Grafiken für die Titel- und Abspanninformationen ausgestattet und durch einen einheitlichen Vorspann mit einem von Henry Mancini komponierten Musikthema angekündigt. 
In den Nielsen Ratings, der Ermittlung der Einschaltquoten in den USA, belegten die NBC Mystery Movies in der ersten Seriensaison 1971/72 mit einer durchschnittlichen Einschaltquote von 23,2 Millionen Zusehern einen respektablen 14. Platz. Aufgrund des großen Erfolges der ersten Staffel erschuf NBC für die darauffolgende Seriensaison 1972/73 zusätzlich zum Mittwochabend den NBC Sunday Mystery Movie. Die drei Serien Columbo, Ein Sheriff in New York  und McMillan & Wife wurden fortan am Sonntagabend zur Hauptsendezeit auf NBC ausgestrahlt. Für den NBC Wednesday Mystery Movie produzierte Universal Television im Auftrag von NBC neue Krimiserien, um dem Rotationsprinzip gerecht zu werden. 
In den kommenden Jahren liefen zahlreiche verschiedene Serien mit zumeist wenig Erfolg am Mittwochabend beim NBC Wednesday Mystery Movie. Lediglich die Serie Banacek wurde auch im deutschsprachigen Raum bekannt. Demzufolge wurde der NBC Wednesday Mystery Movie nach der Seriensaison 1973/74 aufgrund veränderter Sehgewohnheiten und zu geringen Einschaltquoten aus dem Programm genommen. Drei Jahre später wurde aus selbigen Gründen auch der NBC Sunday Night Mystery Movie eingestellt. Der letzte ausgestrahlte Fernsehfilm im Rahmen der NBC Sunday Mystery Movie war schließlich die am 22. Mai 1977 gesendete Columbo-Episode Todessymphonie (The Bye-Bye Sky High IQ Murder Case).

## Serien
NBC Mystery Movie (15. September 1971–01. März 1972)
- Columbo
- Ein Sheriff in New York
- McMillan & Wife

NBC Sunday Mystery Movie (17. September 1972–22. Mai 1977)
- Columbo (1972–1977)
- Ein Sheriff in New York (1972–1977)
- McMillan & Wife (1972–1977)
- Hec Ramsey (1972–1974)
- Amy Prentiss (1974–1975)
- Quincy (1976–1977)
- Lanigan's Rabbi (1977)

NBC Wednesday Mystery Movie (13. September 1972–19. März 1974)
- Banacek (1972–1974)
- Madigan (1972–1973)
- Cool Million (1972)
- Faraday & Company (1973–1974)
- Tenafly (1973–1974)
- The Snoop Sisters (1973–1974)